# Feings, Loir-et-Cher
Feings là một xã cũ thuộc tỉnh Loir-et-Cher trong vùng Centre-Val de Loire miền trung nước Pháp. Ngày 1 tháng 1 năm 2019, Feings sáp nhập vào xã mới Le Controis-en-Sologne.